# 錢仕
錢仕（1506年—？），字忠甫，湖廣荊州府江陵縣人，民籍，明朝政治人物。

## 生平
嘉靖十九年（1540年）庚子科湖廣鄉試第十四名舉人。嘉靖二十三年（1544年）中式甲辰科會試第二百六十八名，登第三甲第七十四名進士。

## 家族
曾祖錢訊；祖父錢寧；父錢福禎，母胡氏；継母莊氏。具庆下。